# Nina Afanasieva

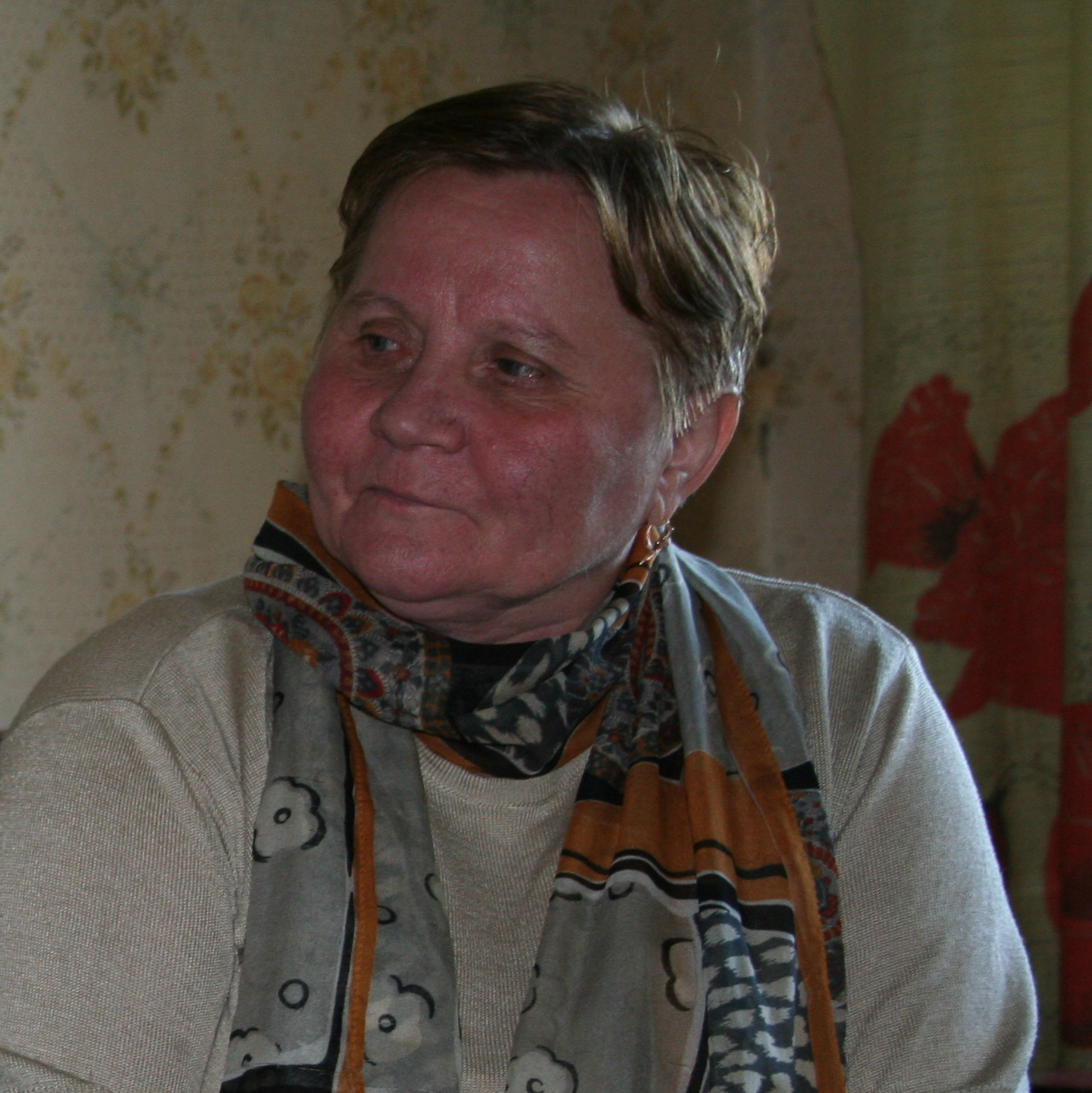
Nina Afanasieva (2006)

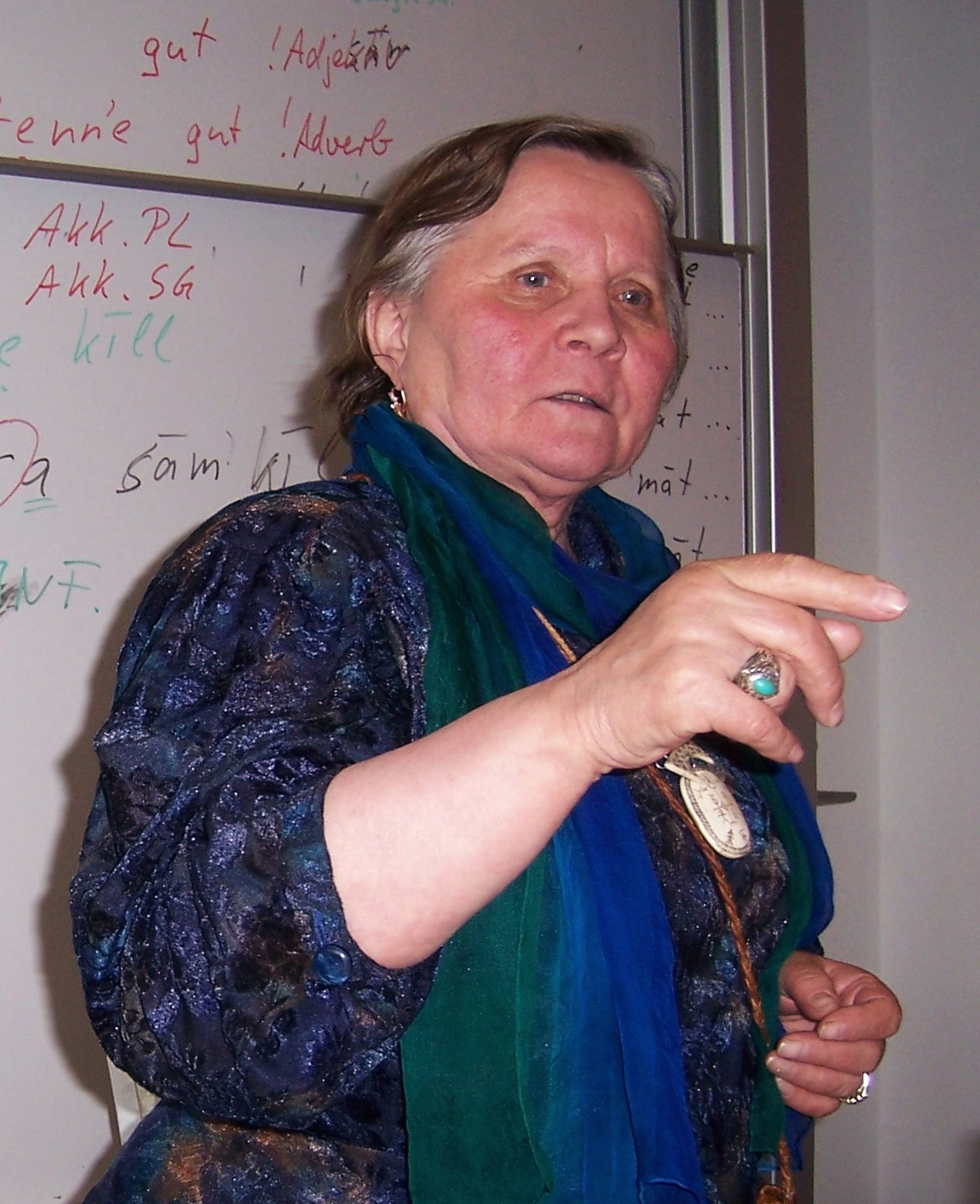
Nina Afanasieva ensina Kildin na Universidade Humboldt em Berlim (2007)

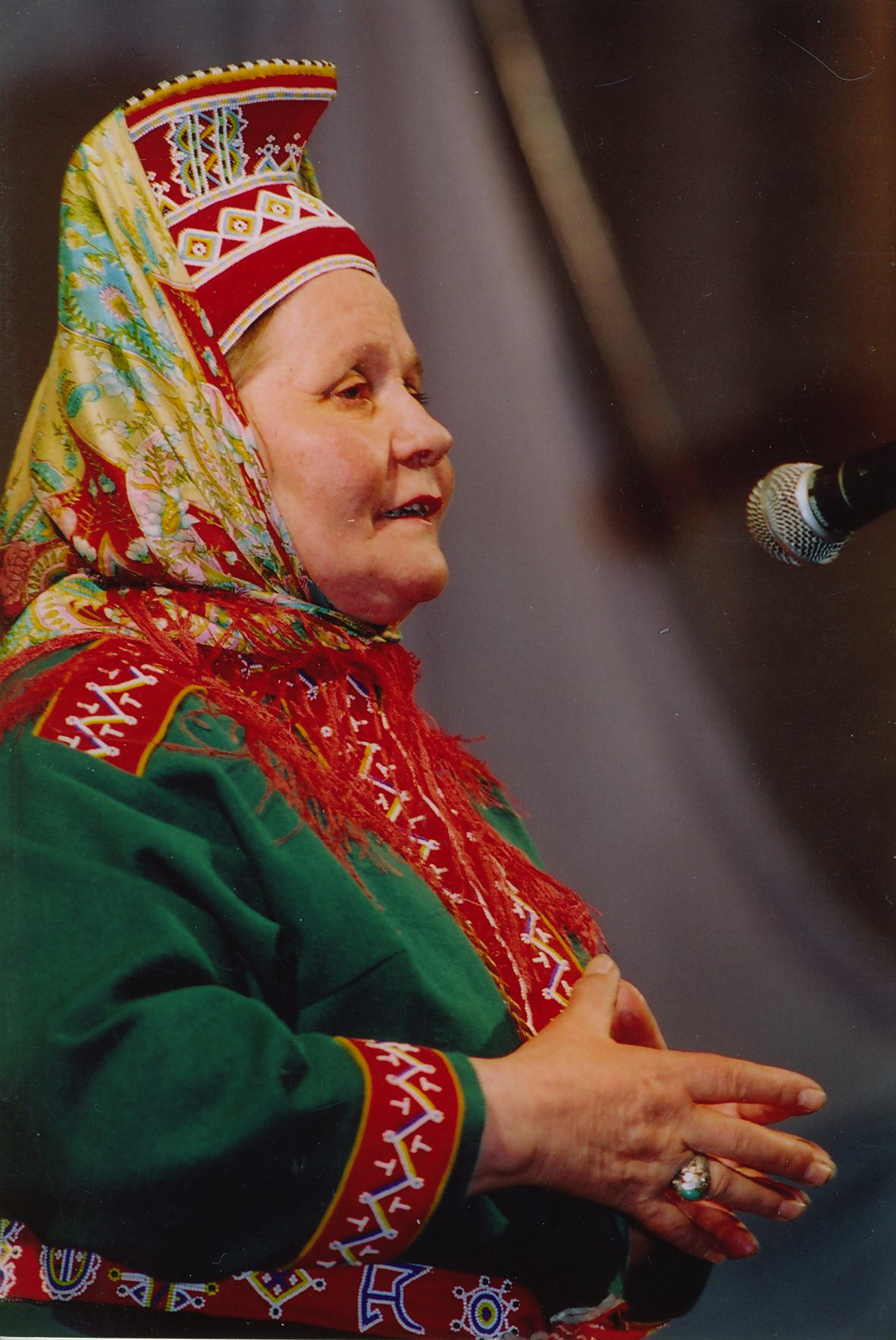
Nina Afanasieva (2014)

Nina Ieliseievna Afanasieva ( em russo:  Нина Елисеевна Афанасьева, pseudônimo, Kildin Sami; nascida em 1º de fevereiro de 1939) é uma política russo-sami e ativista linguística.

## Biografia
Nina Ieliseievna Afanasieva nasceu em 29 de fevereiro de 1939, na aldeia de Varsino. Seus pais eram Sami, e ela cresceu com a língua Kildin Sámi como sua língua materna .
Em 1963, ela completou seus estudos de pedagogia no Instituto dos Povos do Norte em Leningrado e trabalhou até 1983 como professora de língua e literatura russa e também de alemão na educação de adultos nas cidades de Apatity e Murmansk.
Desde 1980, Afanasieva trabalha na conservação e desenvolvimento das línguas Sami ameaçadas de extinção na Península de Kola . Ela é coautora do primeiro dicionário Kildin Sami-Russo, publicado em 1985 sob a direção de Rimma Kurutsch. Além do dicionário, Afanasyeva foi co-autora da publicação de uma série de livros didáticos e materiais didáticos para a língua Kildin. Ela também é autora de um livro de frases Kildin Sami-russo (2010).
Desde a época da perestroika, Afanasyeva tem atuado como política sami e ativista de minorias. Ela foi fundamental na fundação da Associação de Sámi em Murmansk Oblast em 1998 e dirigiu esta ONG de 1990 a 2010, servindo como presidente.
Afanasyeva é fluente não apenas em kildin sami e russo, mas também em sami do norte e alemão . Ela tem trabalhado na publicação de um dicionário para seu dialeto nativo, que até agora quase não foi documentado por linguistas. Para isso, ela trabalha há vários anos na sistematização do vocabulário familiar e coleta, com a ajuda dos poucos falantes sobreviventes, novas palavras, frases e nomes de lugares da área de seu local de nascimento deslocado à força.
Em 23 de novembro de 2012, Afanasyeva e Alexandra Antonova receberam o Prêmio de Língua Sami Gollegiella ("Língua de Ouro") juntas durante a sessão do Parlamento norueguês em Oslo . O prêmio foi entregue em 19 de dezembro no Consulado Geral da Noruega em Murmansk. A justificativa para o prêmio conjunto de Afanasyeva e Antonova foi seu papel de liderança na revitalização da língua Kildin Sámi como professora, política, escritora e tradutora.